# NStZ-Rechtsprechungs-Report Strafrecht
Der NStZ-Rechtsprechungs-Report Strafrecht (Abkürzung: NStZ-RR) ist eine deutsche rechtswissenschaftliche Zeitschrift, die monatlich im Verlag C.H.Beck erscheint (Format: DIN A4) und 1996 erstmals herauskam. Der NStZ-RR ist eigenständige Zeitschrift in Ergänzung zu der seit 1981 erscheinenden Neue Zeitschrift für Strafrecht (Abkürzung: NStZ).
Der NStZ-RR veröffentlicht Rechtsprechungsübersichten zum Strafrecht und neue Entscheidungen aus den Bereichen Allgemeines Strafrecht, Wirtschafts-/Steuerstrafrecht, Betäubungsmittelstrafrecht, Verkehrsstrafrecht, Nebenstrafrecht, Strafprozessrecht, Ordnungswidrigkeitenrecht, Jugendstrafrecht, Transnationales Strafrecht, Strafvollstreckung / Strafvollzug, Kostenrecht – teils publiziert mit Anmerkung, Praxiskommentar oder Praxishinweis.
Herausgegeben wird der NStZ-RR von der NStZ-Redaktion in Zusammenarbeit mit der NJW-Redaktion. Schriftleiter ist Klaus Miebach, Richter am Bundesgerichtshof (BGH) a. D., der die Zeitschrift gründete.